# 機甲戰線
《機甲戰線》是戲畫發售的十八禁戀愛冒險及動作遊戲，「BALDR」系列的第三作，於2000年10月27日發售。前作是《裝甲姬 Baldr Fist》。在2001年11月15日被TGL的台灣分公司製成全年齡中文版出售。戲畫於2006年9月29日重製成《機甲戰線 REVELLION》（BALDR BULLET REVELLION）發售。其後在BALDR系列的fan disk Xross Scramble中的BALDR FORCE Re-Action再登場。2007年10月25日由Alchemist發售PS2版《機甲戰線 EQUILIBRIUM》。於同年9月5日播放網路廣播「BALDR BULLET RADIOBRIUM」，11月26日於電撃G'sFestival！COMIC Vol.1刊登單回短篇漫畫。

## 故事簡介
故事發生在近未來的南美雨林中。由賈哈南工業集團開發的自律自我成長型的網路—至善系統（Baldr System）開始取代政府管理人類。市民大多分信奉這系統為神的BFA（機神友愛協會）和對系統不信任的反至善組織。而作為緩和兩方鬥爭的監視軍之一的SERR14（南美方面第十四實驗機動連隊）則成為了BFA最常攻擊的部隊。
在這背景中，一位年輕的軍人被派遣至SERR14。
冗長的戰爭就如此開始……。

## 勢力
NATO、STARTACOM
全名分別是「北大西洋條約機構軍」及「美洲統合戰略軍」。是BS-OSA的母體。
BS-OSA
全名「至善系統監視維持機構軍（Baldr System-Observation Structure Amry）」。
監視「至善系統」、緩和BFA和反至善組織之間的衝突，超法律超國家的機構軍、NATO和STARTACOM聯合軍的軍隊。最主要目的是和平地監視至善系統，若系統與人類對敵時會不惜對系統「絕對破壞」。
由賈哈南工業集團和至善系統提供資金。
SERR14
全名「監視維持機構軍南美方面第十四實驗機動連隊（Observation Structure Amry South America direction Experimental Riot Regiment the 14th）」，基地位於南美的一個雨林。
部隊結構：
1. 連隊長為蕾娜准將。連隊中分為「A大隊」、「B大隊」、「C大隊」和「D大隊」（大隊前的英文字母也是大隊長的名字中頭一個的字母），統稱「機動步兵大隊」。大隊長需要少佐或大佐軍銜。
2. 大隊中又分為參與戰鬥工作的「特殊機動中隊」、管理及收集情報的「管理整備中隊」、傳送訊息的「本部管理中隊」和研究新式器的「研究開發中隊」。中隊長需要大尉軍銜。
3. 特殊機動中隊中又分為「HAWS小隊」、「機械化小隊」、「輸送小隊」、「電腦戰術小隊」；管理整備中隊下則分為「觀測小隊」、「衞生小隊」、「設施作業小隊」、「通信小隊」、「情報小隊」。小隊長需要初級將校（少尉、中尉、准尉或曹長）軍銜。
4. 「HAWS小隊」又分為「MG分隊」、「BT分隊」和「LC分隊」，一個分隊約十人。分隊長需要下士官（軍曹）軍銜。

號稱是南美最精銳的部隊（SERR14也是基地的名稱）。當中居住了2000位軍人、1000位技術人員及1000位商人。出入基地的規則和手續的嚴格、各大隊的各自為政和互不交流十分令人懷疑，更有謠傳說全隊權力最高的蕾娜准將擁有私人的秘密部隊。對BFA來說是一種不利的存在。
故事則圍繞在D大隊中發生的事。
SERR18
全名「監視維持機構軍南極方面第十八實驗機動連隊（Observation Structure Amry South Pole direction Experimental Riot Regiment the 18th）」。必要時會援助SERR14。
BFA
全名「機神友愛協會（Baldr System-Fellowship Association）」。
至善系統擁護者中最右翼的激進分子組成的恐怖組織。主要目的是完全消滅反至善組織，和把至善系統捧為「神之星」。經常對反至善組織人員展開攻擊、誘拐、公開處刑。由以前的小集團一直發展至現在，擁有約2000人的核心成員。
至善系統的出資者之一的賈哈南工業集團在背後一直不正當地資助BFA。
反至善組織
顧名意義，就是反對至善系統、對系統持懷疑態度的組織。在故事中沒有實際登場。
賈哈南工業集團
由賈哈南為首的大型工業集團，至善系統的主要資助者，但暗中不正當地資助BFA。
SEAL6、第82空挺師團、北大西洋條約機構軍情報部
三個部隊將會合併，而SEAL6是打擊恐怖組織的部門。在故事中沒有實際登場。

## 角色介紹
※聲優排序：REVELLION / BALDR FORCE Re-Action / EQUILIBRIUM，無印版沒有配音。

### D大隊
卡寧岡（Dullahan Kaningam / Cunningham / Cuningham，聲：石井康司/同左/中田讓治）
D大隊大隊長，軍銜是少校，駕駛HAWS-MG。
曾在港島紛爭事件中有過驚人的活躍，被數十敵人包圍也可以輕易解決，對下屬亦十分關心。是一位經歷百戰的傳說人物，也是被連隊隊員所仰慕的大哥。

#### 特殊機動中隊
賽爾傑·卡克蘭德（Selgey / Sergey Kirkland，聲：無/畠山亮二/清水秀光）
本作男主角。出身於俄羅斯；D大隊特殊機動中隊HAWS小隊MG分隊長，軍銜是軍曹，駕駛HAWS-MG。
加入SERR14前曾經是俄羅斯特種部隊中經驗豐富的精銳駕駛員。同時也是個精於程式設計的駭客，處於電腦工作室時會「冷靜下來」。另外亦懂得2ch的語言。
蕾貝卡·普爾榭可（Rebecca Plushenko，聲：/同左/酒井香奈子）
出身於俄羅斯，19歲；BT分隊長，軍銜是伍長，駕駛HAWS-BT。
堅信自己所做的工作是為了世界的人們而一直努力，但經驗尚淺，在危險的時間容易不知所措。性格開朗，喜歡照顧人，是個很討人喜歡的女孩子。另外，蕾貝卡懂得唱在1987年出版的歌曲《You Are My Sunshine》。
軍曹加入SERR14後很快就喜歡上他，但一直沒機會表明心意。直到一次軍曹冒著生命危險救她，終於在醫院告白。
菲·馬利尼納（Fei / Fay Malinina，聲：/同左/宮村優子）
出身於烏茲別克，20歲；機械化小隊隊員，軍銜是伍長，駕駛HAWS-LG。
16歲時父母因工作過度已死，當時菲被病毒感染，迫不得已把全身（除了腦部和生殖器官）「機械化」；亦因為如此，十分擅長格鬥，而且非常憎恨恐怖組織（BFA）和至善系統。另外，菲會隨身帶著香煙和一根像棍一般大的手槍。
機械化的身體會在極少的情況下失控，而且本人會失去意志。菲說這是十分痛苦的感受。
柳淵花（聲：/沒有登場/遠藤尚美）
出身於朝鮮，21歲；輸送小隊隊長，軍銜是伍長。
經常對人說教、多處提醒，所以被HAWS小隊和機械化小隊的人們戲稱為「管家婆」。同時也是個機械狂，和史提一起研製最新武器—粒子炮「火蛇」。
和特蕾吉雅相熟。
麻生棗（聲：越智悠/沒有登場/桃井晴子）
出身於日本，22歲；電腦戰術小隊隊員。電腦戰術和網絡技術的造詣深厚，同時擔任菲的維護工作。
和史提是經常吵架的朋友、工作上的對手兼性伴侶的關係，旁人認為他們吵架是「打情罵悄」。
說大阪方言，而且聽得懂2ch的語言（但平時不會用來說話）。被史提說是個喜歡動畫和特攝的御宅族。
史提芬（Stephane Bernardez，聲：TAGOSAKU/同左/鳥山朋一）
電腦戰術小隊隊長。擁有數學及電子工學博士學位的天才駭客。全大隊的HAWS所裝備的軟體也是由他寫成。
比較喜歡別人叫自己做史提·賽博·哈爾，或簡稱史提。
經常用2ch的語言 和主角說話。

#### 管理整備中隊
蘇蒂亞·溫蒂（聲：GUNTA/沒有登場/日笠山亞美）
觀測小隊隊員。沒有甚麼常識而且膽子小的女孩，但因為在戰場上屢次遇險而不死，意外地有著和性格不符的稱號「不死人溫蒂」、「生還者（Returner）」和「被死神拋棄的女人」。
尤哈（聲：/沒有登場/豐口惠）
衛生小隊軍醫。認為自己醫治好傷者只是為了製造更多的傷者。對非禮自己的人會「嚴懲處理」。

#### 本部管理中隊
夏奧、希娜、赦尼娜三人組負責傳達訊息到各部門的工作。另外，她們經常待在一起，而且有著不可告人的暖昧關係。
夏奧（聲：紗久耶/沒有登場/真田麻美）
因為骯髒，十分討厭淵花工作的地方。卡寧岡曾經誤認她為普通的辦公室職員，所以背後叫他為「大叔」。
希娜（聲：草野花戀/沒有登場/齋藤桃子）
行為舉止不成熟，所以經常被其餘兩人當成小孩子看待。
赦尼娜（聲：/沒有登場/水澤史繪）
在三人說話較少，口頭禪是「確實如此」。

### 其他SERR14人員
蕾娜（聲：Yuki-Lin/同左/井上喜久子）
SERR14連隊長，軍銜是准將。
管理著4000人，全隊權力最高，智商190的厲害人物。對人工智能和人工頭腦（AB）的知識非常深。很少會和人說話，也沒有人見過她笑。

丈夫和女兒在多年前被BFA慘殺，所以非常憎恨恐怖組織和至善系統。後來靠著努力才得到這個職個，其後暗中開發納米人形機械人，則是特蕾吉雅，潛意識下的母愛使她當特蕾吉雅是自己的女兒。
擁有一架裝備特別加強的私用HAWS-LC。
特蕾吉雅·艾妮西娜（Teresia / Telesia Anissina，聲：/同左/名塚佳織）
出身於法國，身材嬌小，喜歡種植花草，是隊中的吉祥物。稱呼蕾娜為媽媽。身體有病，要定時服藥。

實際上是蕾娜暗中製造的納米人形機械人，身體由千千萬萬的微電腦所組成，號稱擁有至善系統同等的能力。被蕾娜控制著，意想和性格有時會完全改變。而所謂的服藥其實是要待在一個寫著「02」和「EVAK39」的容器中維持形態。
會駕駛一架和哥斯達黎加的大型電腦連繫著的巨型機械人。
羅剎（聲：高倉美流/沒有登場/伊藤美紀）
教會的修女，一直待在教會禱告。但羅剎其實是一位類似軍妓般的存在，因此不認同自己是修女。

### BFA
卡娜·亞畢特波（Karna / Carna Abitobol，聲：/同左/桑島法子）
出身於法國阿爾薩斯，BFA的王牌，被SERR14的人稱為「白兔」，為戰鬥而戰鬥，實際上十分不喜歡戰爭。駕駛新式機械人Coniglio bianco（白兔的義大利文），其後轉用GIGAS。很少說話，表達簡單的意思時會用身體語言。
而其身世、為甚麼會加入BFA等問題在故事中並沒有交待。

## 機體

### HAWS
HAWS全名「重工業品統一規格系統（Heavy Architect and Weapon System）」。
一種以可乘及可換裝備的大型電腦為開發目標的系統，但故事中多指「機械人」。除了用作戰爭的機械人，也包括用於土木工程、深海或宇宙工作的機械人。
軍用HAWS由賈哈南工業集團及其關聯公司所開發，故事中主要分為HAWS-MG（平衡型）、HAWS-BT（速度型）和HAWS-LC（力量型）。高度為10至12公尺，重量為8至12噸。基本裝備分別為四肢、手掌的HE（Hitting Exploder，一種液體火藥，用以增強破壞力）、腳底的刺（用以減低射擊時的後座力，也裝備著HE）、腰上的「可逆性液體金屬容器」（以微弱的脈衝使之硬化成鋼條，用作束縛敵人等用途）。
HAWS-MG
全名「重工業品統一規格系統軍用巨人（Heavy Architect and Weapon System-Military Giant）」。
最初開發的人型HAWS兵器。四肢比較長，而面部則是保護感應器（眼部）的防壁。
現在面對的問題包括剛性問題（部件分割得太小或太大也會容易歪曲）、維護問題（工作分得太細微，浪費太多時間而不實際）、地域特性（在雜質過多和濕度過高的地方容易產生問題）等。
HAWS-BT
全名「重工業品統一規格系統乞食兵士（Heavy Architect and Weapon System-Beggarly Trooper）」。
以MG為基本，在敏捷度作改良的機體，裝甲則比較薄。因經常從背後偷襲和如影一般地消失，另有「幽鬼」和「刺客」的別名。
使用BT需要一定時間去熟練操作，技術到達某個境界時號稱可以單獨深入敵陣。
HAWS-LC
全名「重工業品統一規格系統豐厚靈柩（Heavy Architect and Weapon System-Lavish Coffin）」。
和BT一樣以MG為基本而改造，主要加強輸出功率，但伴隨著輸出功率增加，其主骨幹亦需要加重，尤其是肩部、下半身和背部。相比MG，LC的下半身厚三倍。三機體中最笨重、最高的一個。
因為其重量，安定性也比較高。戰鬥方式基本上是遠距離發射廣範圍殲滅武器、正面格鬥，和BT完全相反。

### 其他

遊戲中GIGAS P-001的詳細資料。

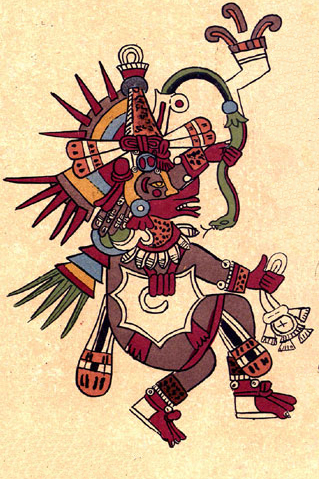
古代瑪雅文明的一幅奎玆特克畫像。

GIGAS
全名「Ground Industrial Giant Attachment Servant」。
賈哈南工業集團次期的主力戰鬥機的開發代號，其製成品GIGAS P-001（白兔專用，普通戰鬥員使用GIGAS WAMINCA）的戰鬥力被軍曹稱為是怪物，和HAWS比較的話已經不是性能上的差距，而是世代的分別。在世界觀的設定於本作200年後的《BALDRHEAD 武裝金融外傳》中已經成為泛用式機械人。
GIGAS P-001高度為11.2公尺，寬度15.3公尺，重16.5噸。
羽蛇神
由賈哈南工業集團暗中開發的巨大機械人，裝備著破壞力比「火蛇」強大數十倍的「荷電粒子炮」。
名字來自中部美洲神話的神奎玆特克（名字的意思是「有翼的蛇」），名稱在遊戲中寫作「KETUAL-KOATOL」。

## 用語及設定

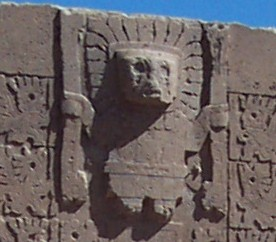
於玻利維亞的一尊維拉科查石壁像。

至善系統（Baldr System）
可被理解為擁有無限性的網絡型推理的電腦模組、自律自我學習成長型的網絡，也被稱為機械共產主義的推論型網絡。逐漸取代了政府管理人類。
基幹設在中國上海、俄羅斯伯力、美國費城、哥斯大黎加、沙烏地阿拉伯這五個地方，這五點由迅子、重力波和光通訊三種複合通訊網連結在一起。沒有在兩極設立的原因是因為考慮到兩極的磁場影響，然而，已經存在著磁場防壁的考察和實用化，但因移動的費用和風險而並未實行。
而系統加密的頻率達到了「6000/μ"」，加上需要同一時間經過這上述五點才可以進入至善系統，入侵是非常困難的（卻有人成功了）。
海中泡沫
史提和麻生棗對至善系統的別稱。名字來自印加帝國神話中的神維拉科查（Viracocha，或Huiracocha、Wiraqoca），維拉科查是被神格化的白人，擁有超越當時的技術和科技。
吐煙的鏡子
「蛇」結局中對抗BFA大型攻擊的任務名稱。名字來自墨西哥神話中趕走奎玆特克（羽蛇神），象徵夜間、黑暗、戰爭和死亡的神—特斯卡特利波卡。
火蛇
柳淵花和史提合作設計的粒子炮，也是目前SERR14最強的武器。不受濕氣和雨的阻礙，因此十分適合基地設於雨林地帶的SERR14人員使用。
名字來自阿茲特克文明的火蛇女神希娃科亞特爾（名字的意思是「土耳其石的蛇」），象徵火、乾燥和乾旱，與奎玆特克相反。

## 動作系統

### 基本操作
- 移動：較慢的移動。
- 高速移動：移動速度較快，主要的移動方式。
- 衝刺：正面地高速衝向最近的敵人。
- 攻擊：根據和敵人距離的遠近、高速移動或衝刺的狀態，一回攻擊中最多可使出十二種不同的已裝備的武器（武器可於戰鬥前更換）。

|          | 鍵盤                                                        | 控制桿              |
| -------- | ----------------------------------------------------------- | ------------------- |
| 移動     | 數字鍵「8、2、4、6」（預設）， 分別為向上、下、左、右移動。 | 搖桿                |
| 高速移動 | 連按同一方向兩次                                            | 連按同一方向兩次    |
| 衝刺     | 數字鍵「5」（預設）                                         | 按鈕4（預設）       |
| 攻擊     | 「Z、X、C」（預設）                                         | 按鈕1、2、3（預設） |

### 武器
※粗體是承繼或改良到後作BALDR FORCE的武器，而詳細效果及武器開發系統請參看 官方兵器一覧表。
| 編號 | 日文名稱 | 譯名（暫譯） | 編號 | 日文名稱 | 譯名（暫譯）        |
| ---- | -------- | ------------ | ---- | -------- | ------------------- |
| 1    |          | 左直拳       | 24   |          | 對空擴霰彈          |
| 2    |          | 右直拳       | 25   | [ 13 ]   | 火神式機關炮        |
| 3    |          | 上勾拳       | 26   |          | 格林砲              |
| 4    |          | 發射拳       | 27   |          | 多彈頭飛彈倉        |
| 5    | [ 14 ]   | HE爆熱拳     | 28   |          | 導向飛彈            |
| 6    |          | 地雷拳擊     | 29   |          | 滯空搜索飛彈        |
| 7    | [ 15 ]   | 滑行炸彈     | 30   | [ 16 ]   | 子母飛彈            |
| 8    | [ 17 ]   | 足尖踢       | 31   |          | 對空飛彈倉          |
| 9    |          | 衝撞攻擊     | 32   | [ 18 ]   | 拋物線飛彈          |
| 10   | [ 19 ]   | 生存短刀     | 33   |          | 汽油彈              |
| 11   |          | 能量防壁     | 34   |          | 浮遊機雷            |
| 12   |          | 格林棒       | 35   |          | 直線雷射            |
| 13   |          | 電鑽刺       | 36   | [ 20 ]   | 波動雷射            |
| 14   |          | 鐵管擊       | 37   |          | 雷電閃光            |
| 15   |          | 衝擊棒       | 38   |          | 希娃科亞特爾 / 火蛇 |
| 16   |          | 電擊棒       | 39   |          | 乾擾片              |
| 17   |          | 束縛鋼條     | 40   |          | 防禦力場            |
| 18   |          | 流星刺鞭錘   | 41   |          | 火焰放射器          |
| 19   |          | 火箭炮       | 42   |          | 地雷                |
| 20   |          | 手榴彈       | 43   | [ 21 ]   | 火神感應炮          |
| 21   |          | 風火輪       | 44   |          | 雷射感應炮          |
| 22   |          | 炸裂彈       | 45   |          | 衛星雷射            |
| 23   |          | 波動砲       | 45   |          | 衛星雷射            |

## 音樂

### 主題曲
Emphatic（REVELLION版）
作詞、作詞、編曲：a.k.a.dRESS（ave;new）
歌：ave;new feat. C;LINE
R・G・B…（EQUILIBRIUM版）
作詞、作曲、編曲、歌：momo-i（桃井晴子）

### 原聲帶
REVELLION版
| "nasty rain" | "nasty rain"          | "nasty rain" | "nasty rain"   |
| #            | 歌名                  | #            | 歌名           |
| ------------ | --------------------- | ------------ | -------------- |
| 1            | a quiet forest        | 10           | on the strain  |
| 2            | Emphatic              | 11           | open combat.   |
| 3            | radix                 | 12           | reverie        |
| 4            | SERR14                | 13           | pity           |
| 5            | Sergey                | 14           | blockade       |
| 6            | Carna                 | 15           | Lost For Words |
| 7            | wriggle               | 16           | crave          |
| 8            | in that flower garden | 17           | emit           |
| 9            | your choice           | 18           | partial pride  |

#### 簡介
2. Emphatic
主題曲的5:09完整版本。
6. Carna
邂逅卡娜時的背景音樂，也是遊戲中唯一一個角色擁有自己專用的背景音樂。
18. partial pride
通關後的ED。

## REVELLION版修改內容
增加及重製部分
- 由菊池政治重畫人物CG及重新設計人物。背景和機械人CG則由Alchemist美化舊有CG，少量重畫。
- 增加男主角以外的配音、主題曲及開頭動畫、遊戲模式[22]。
- 劇本小量加筆，冒險遊戲系統換成戲畫近年的介面。
- 由ave;new重製背景音樂。

原封不動或倒退部分
- 錯字、程序錯誤沒有修正。動作系統原封不動。於無印版修正檔新增的「練習模式」沒有在REVELLION版出現。

## EQUILIBRIUM版新增內容
- 由武田俊也擔任重要設定及劇情加筆。
- 菊池政治繪畫新CG原畫。
- 新增製作的開頭動畫[23]。
- 和《BALDR FORCE》移植到PS2時一樣，由桃井晴子唱新主題曲。
- 重製背景音樂。

## 網路廣播
在2007年9月5日於音泉隔週播放網路廣播節目「BALDR BULLET RADIOBRIUM」。主持人為清水秀光（賽爾傑·卡克蘭德）、酒井香奈子（蕾貝卡·普爾榭可、對人地雷）、鳥山朋一（史提芬）。

## 關聯項目
- 戲畫
- Alchemist（負責REVELLION的背景美工）
- ave;new
- 墨西哥神話
- 阿茲特克文明
- 瑪雅文明
- 印加帝國

## 外部連結
- 無印版官網 （页面存档备份，存于）（日語）
- REVELLION版官網 （页面存档备份，存于）（日語）
- EQUILIBRIUM版官網 (互聯網檔案館的時光機存頁）（日語）
  - Youtube - EQUILIBRIUM版開頭動畫 （页面存档备份，存于）（官方上載）（英文）
- 音泉 - BALDR BULLET RADIOBRIUM（日語）
- 戲畫 （页面存档备份，存于）（日語）
- ALCHEMIST (互聯網檔案館的時光機存頁）（日語）
- 機甲戰線和BALDR FORCE詳細資料及攻略Wiki （页面存档备份，存于）（日語）